# Conostegia balbisiana
Conostegia balbisiana är en tvåhjärtbladig växtart som beskrevs av Nicolas Charles Seringe och Dc.. Conostegia balbisiana ingår i släktet Conostegia och familjen Melastomataceae. IUCN kategoriserar arten globalt som otillräckligt studerad. Inga underarter finns listade i Catalogue of Life.